# Cayambe (città)
Cayambe è una cittadina dell'Ecuador situata nella parte settentrionale del paese nella provincia del Pichincha ai piedi del vulcano omonimo. È il capoluogo del cantone omonimo.
Cayambe si trova circa 25 km a nord-est di Guayllabamba ed è il centro abitato principale sulla strada che porta a Otavalo.
La città è attraversata dall'Equatore, su cui è stata costruita una meridiana, il Quitsato Sundial, meta per i turisti.

## Economia
La città è famosa per la sua industria casearia e per la coltivazione di fiori, soprattutto rose. 
Uno dei prodotti più noti della città sono i bizcochos, delle gallette salate che vengono consumate con il caffellatte.